# Actinotus glomeratus
Actinotus glomeratus là một loài thực vật có hoa trong họ Hoa tán. Loài này được Benth. mô tả khoa học đầu tiên năm 1867.